# Kostel svatého Filipa a Jakuba (Zadní Výtoň)
Kostel svatého Filipa a Jakuba je novogotický kostel v části obce Přední Výtoň Zadní Výtoň v okrese Český Krumlov poblíž vodní nádrže Lipno. Spadá pod římskokatolickou farnost Přední Výtoň. Byl zapsán do Ústředního seznamu kulturních památek České republiky před rokem 1988.
K roku 2019 se zde konají mše v 11:15 2. a 4. neděle v měsíci, v 8:30 bohoslužba slova 3. a 5. neděli v měsíci.

## Historie
Byl založen v roce 1384. Stojí na místě původní kaple, kterou založili Jan a Petr z Rožmberka ve 14. století (přesné datum není známo). Během husitských válek byl kostel poničen a vypálen. Kostel byl vysvěcen 3. a 4. května 1523 biskupem z bavorského Pasova. V roce 1592, kdy byl klášter i kostel již delší dobu opuštěn, duchovní správu převzal cisterciácký klášter Vyšší Brod. Farním se kostel stal v roce 1785, kdy byla zřízena fara Heuraffl, prvním farářem byl D. Schmidt. V letech 1883–1886 byl klášter obnoven a přestavěn v novogotickém stylu, což zahrnovalo znovuzaklenutí hlavní lodi, nové střechy i vnitřní vybavení.
Po roce 1945 zabrala klášter armáda a sousední kostel po odsunu německého obyvatelstva a v období osidlování pohraničí novými obyvateli pozvolna chátral. Kostelní inventář byl zničen. K rekonstrukci kostela došlo za přispění dárců z Rakouska až počátkem 90. let 20. století a jeho znovuvysvěcení proběhlo dne 17. června 1996.

## Popis
Kamenný kostel se dochoval ve své novogotické podobě. Je neorientovaná jednolodní stavba zakončena pětibokým kněžištěm, které je zaklenuto křížovou klenbou. K jihovýchodní straně se váže sakristie. Do sakristie zaklenuté křížovou klenbou bez žeber na střední osmiboký pilíř vede v ostění bohatě profilovaný portál. Loď má čtyři pole zaklenuta křížovou klenbou, je oddělena vysokým hrotitým vítězným obloukem od kněžiště. Okna jsou vysoká hrotitá s kružbami ve vrcholu. Třípatrová, hranolová věž vystupuje z jihozápadního průčelí, je zakončena helmicí. Stavba je podepírána devíti opěráky. Z vnitřního vybavení se zachovala žulová pokladnička z 16. století.